# Rebecca Moesta

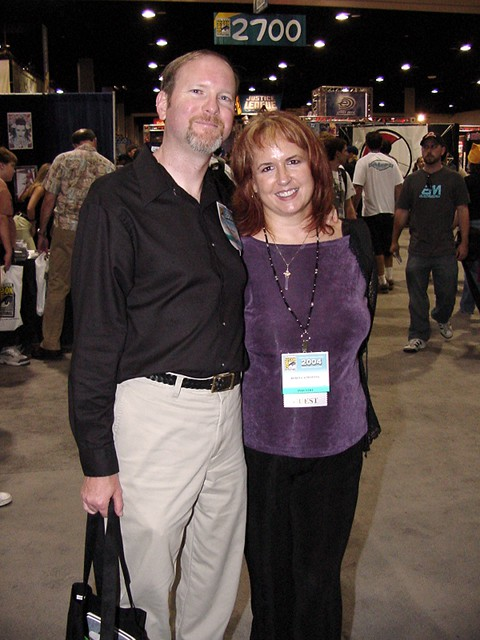
Rebecca Moesta

Rebecca Moesta (* 17. November 1956 in Heidelberg, Deutschland) ist eine US-amerikanische Schriftstellerin. Sie verfasste gemeinsam mit ihrem Mann Kevin J. Anderson einige Romane aus dem Star-Wars-Universum.

## Leben
Rebecca Moesta hat vier Geschwister, zwei Brüder und zwei Schwestern.
Ihre erste Ehe wurde nach elf Jahren 1990 geschieden. Aus dieser stammt ihr Sohn Jonathan. Seit dem 14. September 1991 ist sie mit ihrem zweiten Mann Kevin J. Anderson verheiratet.
In Deutschland als Tochter US-amerikanischer Eltern geboren, wuchs sie seit ihrem sechsten Lebensjahr in Pasadena im US-Bundesstaat Kalifornien auf. Dort besuchte sie auch die Highschool. Sie absolvierte die California State University mit einem Bachelor of Liberal Arts.
Später, als sie mit ihrem ersten Mann in Darmstadt wohnte,  machte sie ihren Master of Science degree in Business Administration. Während des Aufenthaltes in Deutschland kam ihr Sohn zur Welt.
Als sie 1989 eine Arbeit am Lawrence Livermore National Laboratory aufnahm, gründete sie dort einen Science-Fiction-Club, in dem sie ihren zweiten Mann kennenlernte.
Nachdem sie Kevin J. Anderson geheiratet hatte, begannen sie, gemeinsam Romane zu schreiben und so entstanden u. a. ihre Romane aus dem Star-Wars-Universum.
Gemeinsam mit ihrem Mann betreibt sie die Firma WordFire, Inc.

## Werke

### Star Wars
Ins Deutsche übersetzt
- 1995: Young Jedi Knights 1: Die Hüter der Macht
- 1995: Young Jedi Knights 2: Akademie der Verdammten
- 1995: Young Jedi Knights 3: Die Verlorenen
- 1996: Young Jedi Knights 4: Lichtschwerter
- 1996: Young Jedi Knights 5: Die Rückkehr des dunklen Ritters
- 1996: Young Jedi Knights 6: Angriff auf Yavin 4
- 1996: Young Jedi Knights 7: Die Trümmer von Alderaan
- 1997: Young Jedi Knights 8: Allianz der Vergessenen
- 1997: Young Jedi Knights 9: Stimmen des Zorns
- 1997: Young Jedi Knights 10: Gefangen auf Ryloth
- 1997: Young Jedi Knights 11: Das Vermächtnis des Imperiums

Unübersetzt
- 1997: Junior Jedi Knights: Anakin's Quest
- 1997: Junior Jedi Knights: Vader's Fortress
- 1997: Junior Jedi Knights: Kenobi's Blade

- 1998: Young Jedi Knights: Return to Ord Mantell
- 1998: Young Jedi Knights: Trouble on Cloud City
- 1998: Young Jedi Knights: Crisis at Crystal Reef

### Buffy
- 2002 – Buffy, Im Bann der Dämonen: Welle der Verwüstung

### Andere Werke (Auswahl)
- 2001 – Star Trek: Die Gorn-Krise (Comic mit Kevin J. Anderson)

Unübersetzt
- 2000 – Titan A.E.: Cale's Story
- 2000 – Titan A.E.: Akima's Story